# Park Gyu-young
Park Gyu-young (kor. 박규영; 27 lipca 1993 w Pusan) – południowokoreańska aktorka.

## Życiorys
W 2016 zadebiutowała w teledysku piosenkarza Jo Kwon. W latach 2016–2018 grała drugoplanowe role w serialach takich jak: Solomon's Perjury, Rain or Shine i The Third Charm.
W 2020 grała rolę Nam Ju-ri w serialu It’s Okay to Not Be Okay emitowanego na kanale tvN. W 2023 zagrała w serialu Netflixa Celebrity. 
W latach 2024–2025 wcielała się w rolę Kang No-eul w drugim i trzecim sezonie serialu Netflixa Squid Game. 

## Filmografia

### Filmy
| Rok  | Tytuł      | Rola             | Źr.   |
| ---- | ---------- | ---------------- | ----- |
| 2018 | Wretches   | Ye-ri / Bo-kyung | [ 6 ] |
| 2018 | Love+Sling | So-young         | [ 7 ] |

### Seriale
| Rok     | Tytuł                        | Rola             | Źr.           |
| ------- | ---------------------------- | ---------------- | ------------- |
| 2016    | Let's Fight Ghost            | Lee Se-in        | [ 6 ]         |
| 2016–17 | Solomon's Perjury            | Baek Hye-rin     | [ 6 ]         |
| 2017    | Suspicious Partner           | Park So-young    | [ 6 ]         |
| 2017    | Kang Deok Sun's Love History | Na Aae-hyang     | [ 8 ]         |
| 2017    | Buzzcut Love                 | siostra Ji Yool  | [ 6 ]         |
| 2017    | Fight for My Way             | Ahn Su-jeong     | [ 6 ]         |
| 2017–18 | Rain or Shine                | So-mi            | [ 9 ]         |
| 2018    | Queen of Mystery 2           | Jang Se-yeon     | [ 6 ]         |
| 2018    | The Tuna and the Dolphin     | Kang Hyun-ho     | [ 10 ]        |
| 2018    | The Third Charm              | On Ri-won        | [ 11 ]        |
| 2019    | Romance Is a Bonus Book      | Oh Ji-yul        | [ 12 ]        |
| 2019    | Nokdu Flower                 | Hwang Myung-shim | [ 13 ]        |
| 2020    | It’s Okay to Not Be Okay     | Nam Ju-ri        | [ 14 ]        |
| 2020–23 | Sweet Home                   | Yoon Ji-soo      | [ 15 ] [ 16 ] |
| 2021    | The Devil Judge              | Yoon Soo-hyun    | [ 17 ]        |
| 2021    | Dali & Cocky Prince          | Kim Dali         | [ 18 ]        |
| 2023    | Celebrytka                   | Seo A-ri         | [ 19 ]        |
| 2023–24 | A Good Day to Be a Dog       | Han Hae-na       | [ 20 ]        |
| 2024–25 | Squid Game                   | Kang No-eul      | [ 21 ]        |
| 2025    | Dziewięć puzzli              | Lee Seung-joo    | [ 22 ]        |